# 佐倉インターチェンジ
佐倉インターチェンジ（さくらインターチェンジ）は、千葉県佐倉市木野子にある東関東自動車道のインターチェンジである。高谷JCTから測れば、30キロ(km)丁度の地点にあたる。

## 道路
- E51 東関東自動車道（8番）

## 料金所
- ブース数：8

### 入口
- ブース数：3
  - ETC専用：1
  - ETC/一般：1
  - 一般：1

### 出口
- ブース数：5
  - ETC専用：2
  - 一般：3

## 歴史
- 1971年10月27日：新空港自動車道として宮野木JCT - 富里IC間開通、当IC供用開始
- 1979年4月1日：新空港自動車道の宮野木JCT - 成田IC間が東関東自動車道に名称変更

## 接続する道路
- 国道51号
- 千葉県道65号佐倉印西線

※国道51号とインター出入り口との交差点に信号はない。

## 周辺
周辺には大規模な工業団地が多く造成されている。
- 佐倉第一工業団地
- 佐倉第二工業団地
- 佐倉第三工業団地
- 熊野堂工業団地

- 佐倉市立南部中学校
- 佐倉市立根郷小学校
- 国立歴史民俗博物館（当IC出口右折後、千葉県道65号佐倉印西線を経由し約6km）

## 隣
E51 東関東自動車道
(6) 千葉北IC - (7) 四街道IC - (8) 佐倉IC - 酒々井PA - (8-1) 酒々井IC